# Losser
Losser est une commune et un village néerlandais, en province d'Overijssel.

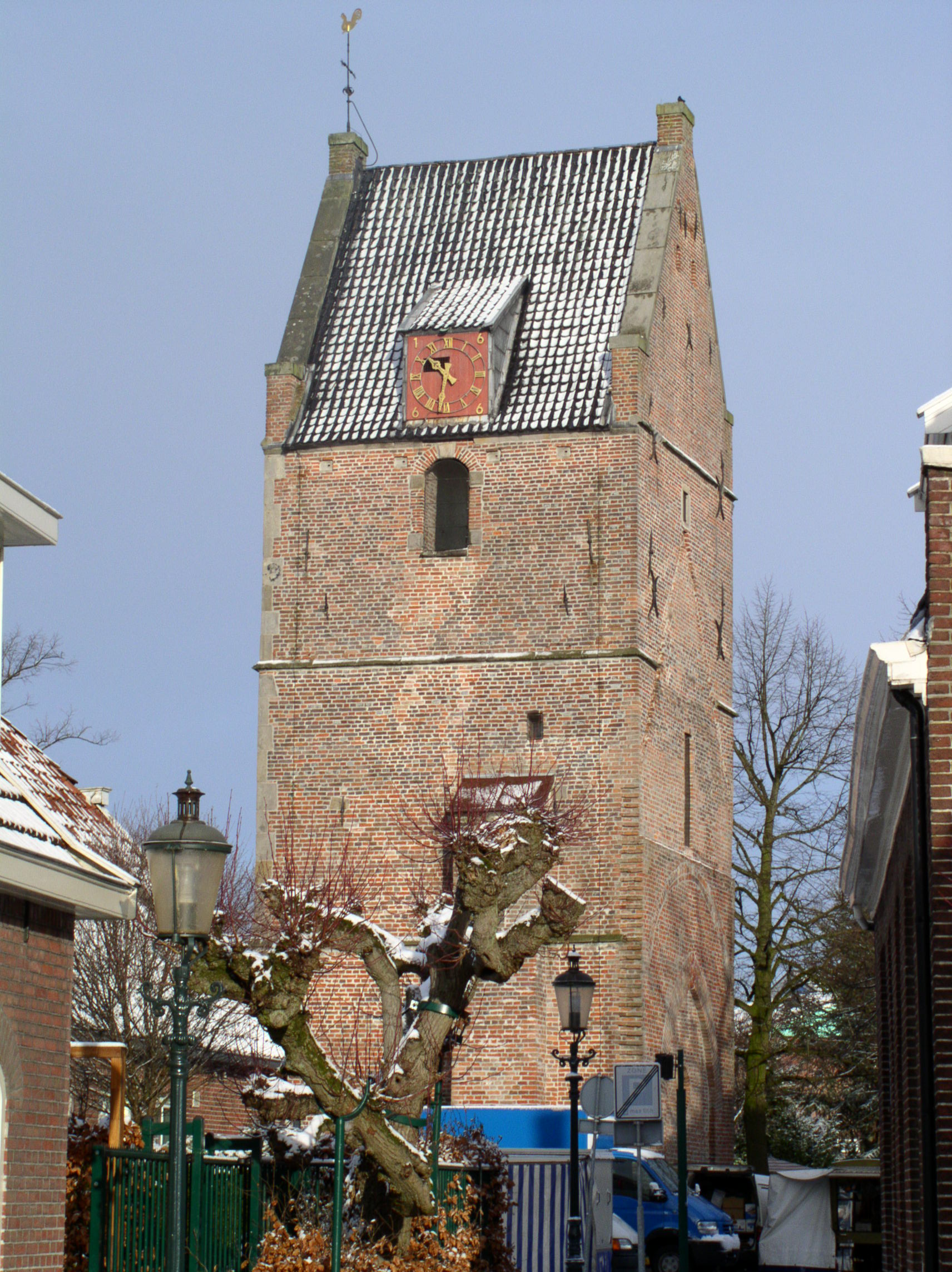
La tour Martinus.

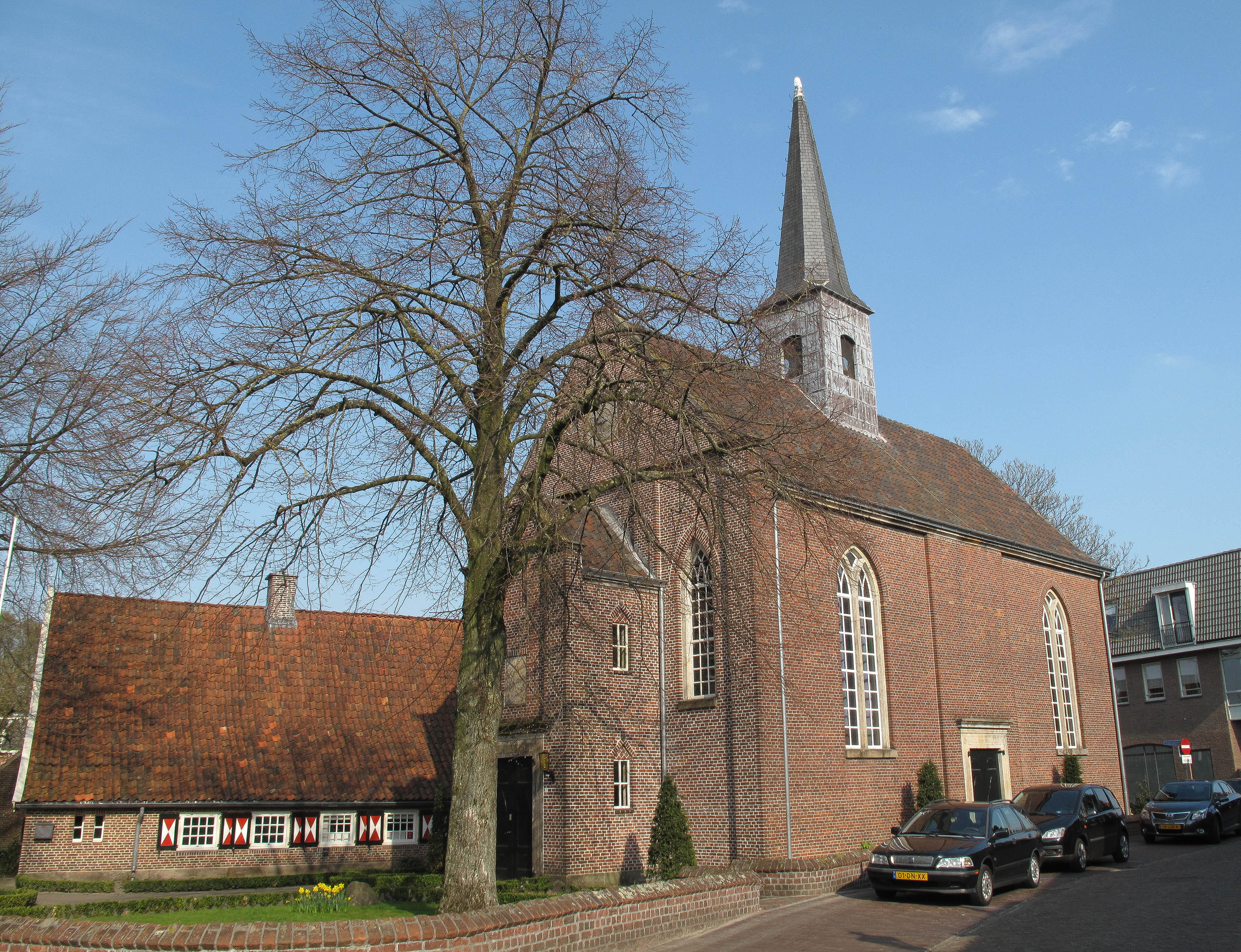
Église protestante